# 17281 Метбліт
17281 Метбліт (17281 Mattblythe) — астероїд головного поясу, відкритий 6 червня 2000 року.
Тіссеранів параметр щодо Юпітера — 3,334.